# Ladri di cadaveri - Burke & Hare
Ladri di cadaveri - Burke & Hare (Burke & Hare) è un film del 2010 diretto da John Landis.

## Trama
Edimburgo. William Burke e William Hare sono due squattrinati ciarlatani irlandesi che tentano di vendere della muffa di formaggio come muschio, vantandone le doti terapeutiche. Quando la loro truffa viene scoperta, fuggono verso la locanda della moglie di Hare, Lucky, che afferma che uno dei loro inquilini è morto e intima loro di sbarazzarsi del cadavere. Burke e Hare decidono quindi di metterlo in un barile da aringhe. Lungo la strada si fermano in un pub, dove apprendono delle difficoltà di procurarsi corpi da dissezionare del dottor Knox, disposto a offrire una bella somma a chi glieli fornisca. Burke e Hare gli offrono quindi il cadavere nascosto nel barile.
Inizialmente i due pensano di procurarsi facilmente dei cadaveri al cimitero, ma incontrano delle difficoltà che li fanno desistere. Tornati alla locanda della moglie di Hare, scoprono che un anziano inquilino di nome Joseph è moribondo. I due vanno nella sua stanza e lo finiscono.
Ringalluzziti dal successo, entrano in un pub spacciandosi per il poeta William Wordsworth e il suo sodale. Nel pub una giovane donna attraente, Helen McDougal, un'ex prostituta che si fa chiamare Ginny, tenta di attirare l'attenzione dei clienti recitando un brano del Macbeth di William Shakespeare. Mentre gli altri restano indifferenti all'esibizione, Burke rimane folgorato dal suo fascino e va a conoscere la donna, il cui sogno è diventare un'attrice. Mentre Burke vorrebbe usare il denaro ricevuto da Knox per aiutare Ginny a diventare un'attrice e produrre il suo primo spettacolo teatrale, Hare intende usarlo per aprire un'impresa di pompe funebri.
Burke e Hare tentano di procurarsi altri cadaveri; dopo vari tentativi, riescono a far morire di spavento un passante e portano il suo cadavere a Knox. Burke e Hare si dividono i soldi: Burke invita a cena Ginny, mentre Hare va al bar dove incontra Fergus, lo scagnozzo del criminale Danny McTavish. Fergus spiega che McTavish lo utilizza per barare al gioco, ma tiene tutti i soldi per sé. Hare spiega che deve portare due cadaveri alla settimana a Knox e riceve un sacco di soldi in pagamento. Fergus lo riferisce a McTavish.
Più tardi, mentre Burke sta lasciando il pub, viene incappucciato e trascinato in una carrozza, dove trova Hare nelle stesse condizioni, e si trova faccia a faccia con McTavish e Fergus. McTavish spiega che se Burke e Hare vogliono continuare a vivere, devono pagargli la metà dei soldi che guadagnano da Knox. Mentre Burke e Hare fanno il loro ritorno alla locanda, cominciano ad organizzare il piano su chi uccidere ogni settimana. Quando la gente comincia a morire, Lucky diviene sospettosa, come anche il capitano della polizia Tam McLintoch, che visita Lord Harrington e William Wordsworth per informarli. Harrington e Wordsworth danno il permesso a McLintoch di dare la caccia ai criminali e di impiccarli.
A seguito di ciò, Hare è rapito una seconda volta da McTavish, che pretende il denaro per la protezione. Mentre Hare e Fergus si guardano, la scena passa al tavolo per l'autopsia, dove il corpo di McTavish aspetta che Knox cominci la dissezione. Burke, Ginny, Hare e Lucky vengono catturati e rinchiusi in celle diverse, e sono informati che, se uno di loro ammetterà gli omicidi, gli altri saranno liberati. Burke accetta a una condizione, di essere messo nella stessa cella di Ginny per poter consumare il loro amore. La richiesta viene accettata. Il giorno seguente, Burke aspetta la sua impiccagione vicino al patibolo. Quando Angus il boia chiede se Burke ha un'ultima dichiarazione, egli afferma "Solo questo", prima guardare tra la folla alla ricerca di Ginny, e continua:"L'ho fatto per amore". Quindi viene impiccato.

## Produzione

### Casting
David Tennant doveva interpretare la parte di William Hare, ma lasciò la produzione prima dell'inizio delle riprese; fu sostituito da Andy Serkis.

### Riprese
Le riprese si sono svolte ad Edimburgo con alcune scene a Stirling, Londra e a Knole, presso Sevenoaks, nel Kent, e anche negli Ealing Studios. La sceneggiatura fu scritta da Piers Ashworth e Nick Moorcroft, che in precedenza avevano scritto i film di St. Trinian's School, sempre per gli Ealing, che sono gli studi di registrazione dei film indipendenti degli ultimi 10 anni.
Landis ha dichiarato:

### Effetti visivi
Gli effetti speciali digitali sono stati realizzati dall'azienda BlueBolt.

## Distribuzione
Il primo trailer ufficiale è uscito il 5 ottobre del 2010; il film è uscito nelle sale il 29 ottobre 2010. In Italia il 25 febbraio 2011.

## Critica
Sul sito aggregatore di recensioni Rotten Tomatoes il film detiene un gradimento del 32% calcolato su 60 recensioni.

## Riconoscimenti
- Rondo Hatton Classic Horror Awards
  - 2012 – Candidatura al miglior film